# Limenitis homeyeri
Limenitis homeyeri är en fjärilsart som beskrevs av Tancré 1881. Limenitis homeyeri ingår i släktet Limenitis och familjen praktfjärilar. Inga underarter finns listade i Catalogue of Life.